# Ad extremas
Ad extremas, en español, "A las lejanas [costas]", es la cuadragésima séptima encíclica del papa León XIII, escrita el 24 de junio de 1893, sobre el establecimiento de seminarios en las Indias Orientales.

## Contexto histórico
Al comienzo de la encíclica el papa se refiere a las circunstancias en las que se han encontrado las iglesias de las Indias Orientales, que habían dependido de la archidiócesis de Goa. Desde el siglo XVI la evangelización de la India fue protagonizada por portugeses que contaron con el apoyo de los Reyes de Portugal con la aplicación del padroado por el que se hacían cargo de la organización y  financiación las actividades religiosas en las tierras descubiertas por los portugueses. A partir de 1514 lar tierras evangelizadas quedan bajo la jurisdicción de la diócesis de Funchal, Pero la propagación del cristianismo en la India mueve a Clemente VII a erigir el 31 de enero de 1533 la diócesis de Goa, para todo el territorio comprendido entre el cabo de Buena Esperanza y China. En 1557 Goa fue elevada a archidiócesis con varias diócesis sufragáneas; en 1572 Gregorio 1572 concede a su prelado el título de Primado de Oriente.
A partir del siglo XVII, el proceso colonizador de Portugal en la India encontró dificultades por la misma situación de la metrópoli y la actuación de la Compañía Británica de las Indias Occidentales. ante la disminución del envío de clero portugués, el Congregación de Propaganda Fide proporcionó, desde 1667, misioneros a la zona y fueron erigidos determinados vicariatos apostólicos. Esta situación produjo algunos conflictos de jurisdicción, que se hicieron mayores a partir de la revolución portuguesa de 1834, a la que siguió la expulsión de los religiosos de Portugal. Por el breve Multa preaclare, del 24 de abril, de 1838, la Santa Sede limitó la jurisdicción del arzobispo de Goa a los territorios portugueses y erigió para el territorio correspondiente a tres diócesis sufragáneas de Goa, los correspondientes vicariatos apostólicos.
El breve fue rechazado por el arzobispo de Goa, considerando que decidía sobre una materia en la que, según las bulas que erigieron las diócesis suprimidas, la Santa Sede solo podía actuar de acuerdo con el Rey de Portugal. Se produjo así una situación que la Santa Sede consideró cismática y que se prolongó hasta el concordato portugués de 1886; tras él con la bula Humanae Salutis, a la que se refiere esta encíclica, que erigió varias provincias eclesiásticas, incluyendo la restauración de las diócesis de Cochin y Meliapor, erigiendo una nueva diócesis en Damao (las tres en territorio británico) y otorgando al arzobispo de Goa el título honorífico de Patriarca de las Indias Orientales.

## Contenido
Ad extremas Orientis oras, Lusitanorum felicitate virtuteque exploratas, quo tam multi quotidie aspirant ad opulenta commercia, Nos quidem, rerum longe maiorem spe proposita, iam inde ab exordio pontificatus mentem et cogitationem appulimus.
Hasta la lejanas costas de Oriente, exploradas por el ingenio y la tenacidad de los portugueses, donde cada día muchos buscan comercios opulentos, también Nosotros, con la esperanza de bienes mucho mayores, hemos impulsado ya desde el comienzo de Nuestro Pontificado el pensamiento y la reflexión.

Tras exponer sucintamente el proceso de cristianización de la India y la confianza en la misericordia divina para avanzar en esa evangelización, se refiere al concordato establecido con Portugal en 1886 con el que se han eliminado los motivos de disputas que durante tiempo habían perturbado el ánimo de los cristianos. Recuerda también cómo con la bula Humanae Salutis, del 1 de septiembre de 1886, se establecieron ocho provincias: a saber, Goa, con título patriarcal honorífico, Agra, Bombay, Verapolis Calcuta, Madras, Pondicherry y Colombo, cada una con sus correspondientes diócesis, que sustituyen a los vicariatos y prefecturas apostólicas que regían la mayor parte de esos territorios.
Entra así la encíclica en el objetivo de esa encíclica, el establecimiento de seminarios donde se pueda formar el clero indígena. explica el motivo de esa medida:

La fe católica en la India no estará segura, y su propagación será incierta mientras no exista un clero elegido entre ‘’los indígenas’’, adecuadamente instruido en los deberes sacerdotales, que no sólo pueda ser de ayuda a los sacerdotes extranjeros, sino que él mismo pueda administrar correctamente los asuntos religiosos en sus propias poblaciones.

Este era el criterio que ya expuso San Francisco Javier, y los motivos son claros:
1. Los sacerdotes que vienen de Europa se encuentran con las dificultades no solo de la lengua, sino también de unos hábitos y costumbres que les cuesta entender; esto hace que también a los naturales del país les sea difícil creer a los misioneros. Estas dificultades desaparecerán cuando se disponga de sacerdotes indígenas.
2. El número de sacerdotes que pueden enviarse desde Europa es reducido para atender a las comunidades cristianas existentes; y no será posible que ese número suficientemente cuando crezca el número de cristianos.
3. Hay que considerar un peligro, que aunque ahora no se dé, se puede presentar; y es que los sacerdotes extranjeros se vean obligados a abandonar las Indias; y en esa situación como podría mantenerse la religión si no hay clero indígena.

La historia de los chinos, los japoneses y los etíopes habla muy claramente sobre este asunto. En verdad, más de una vez entre japoneses y chinos, ante el odio y la persecución contra el nombre cristiano, las fuerzas enemigas han matado o enviado al exilio a los sacerdotes extranjeros, perdonaron a los nativos, quienes, conociendo la lengua y las costumbres nativas, y apoyados por familiares y amigos, pudieron no sólo permanecer sin  peligro en su patria, sino también administrar libremente en todas las provincias los sacramentos y oficios sacerdotales propios de la religión.

Por último, recuerda el papa, cuál ha sido históricamente el proceso de evangelización de una nueva región. primero se enseñaban los preceptos cristianos, después se elegía a algunos de los nuevos fieles para iniciarlos en el sacerdocio, incluso para elevarlos al episcopado. Por esto también los prefectos de las misiones fundaron donde es posible seminarios, en esa misma línea los Sínodos de Colombo, Bangalore, Allahabad, que tuvieron lugar a principios de 1887, establecieron que cada diócesis tuviese un seminario para clero indígena, y si en alguna de ellas no era posible, que enviasen los candidatos al seminario metropolitano. Sin embargo, apenas se ha podido erigir un seminario, pues tanto por la pobreza de las familias como por la escasez de sacerdotes  aptos para dirigir los estudios.
Ante esta situación, y resueltos los motivos de discordia, y establecida la jerarquía ordinaria, el papa considera que será posible establecer esos seminarios, para lo que desea contar con la ayuda de los europeos, 

sobre todo porque solos no podemos hacer frente a los gastos. Es propio de los cristianos sentir que todos los hombres son hermanos, estén donde estén, y no considerar a nadie como ajeno a su caridad; y esto, especialmente, en aquellos problemas en los que está en juego la salvación eterna del prójimo

El papa concluye la encíclica exhortando a los obispos a quienes se dirige para que pongan los medios para que los fieles de sus diócesis conozcan la situación de la iglesia en esas regiones lejanas, y colaboren generosamente según sus posibilidades en la resolución de los problemas que había, tal como se acordó en los sínodos de Colombo.